# 乔学亭
乔学亭（1924年1月—2011年11月4日），山东肥城人，中华人民共和国政治人物、中国人民解放军军事将领。

## 生平

### 民国时期
1938年11月，加入中国共产党，1938年7月，参加八路军，历任山东肥城县大队警卫连班长、排长，泰西十七支队政治处少先队长，八路军第115师教导大队学员，115师六支队宣传队宣传员、分队长，鲁西运河支队四团训练队政治指导员、四团一营三连文化干事。1940年7月，任鲁西运河支队四团三营十一连支部书记。1940年10月，任冀鲁豫教三旅教导队学员，1941年初起任教三旅司令部支部书记、教三旅九团二营八连支部书记，1941年10月，任教三旅九团二营八连代政治指导员，1942年春，任教三旅九团团部文化干事、副政治指导员，1943年2月起，担任教三旅九团团部政治指导员。
第二次国共时期，1945年10月，任晋冀鲁豫十一分区九团训练大队政治委员。1945年11月，任晋冀鲁豫第七纵队二十旅五十九团一营副政治教导员、五十九团政治处宣传股股长，1946年1月，任五十九团新兵营政治委员，第七纵队二十旅训练队政治指导员。1946年8月，任第七纵队二十旅司令部协理员，1948年8月，任第七纵队二十旅五十九团团直政治教导员。1949年5月，任第二野战军第十八军五十二师一五五团二营政治教导员。

### 共和国时期
中华人民共和国成立后，1949年10月至1951年6月，任中国人民解放军第十八军五十二师政治部直工科副科长，1950年，参加昌都战役。1951年6月至1952年7月，任直工科科长。1952年7月至1953年7月，任西藏军区115团政治处主任。1953年7月至1955年4月，任陆军155团副政治委员，率部修筑川藏公路西线工程。1955年4月至1963年6月，任陆军155团政治委员。1959年，平定西藏叛乱，并参加山南战役、阿里战役，并组建两个县的中共党政机关，兼任第一书记。1962年，参加中印战争，率团歼灭印军七旅的两个营。1963年6月至1964年3月，任西藏四一九部队（藏字419部队）政治部主任，1964年3月至1965年5月，任西藏四一九部队副政治委员。1962年12月，晋升为上校军衔。曾获三级独立自由勋章、三级解放勋章。
1965年5月，藏字419部队改编为陆军第52师，他改任52师副政治委员。1969年8月，第52师调防四川省乐山，改编为陆军第149师。1969年，任乐山地区革命委员会主任，不久兼任第一书记。1970年1月至1971年2月任陆军149师政治委员。1971年2月至1978年7月，任陆军13军副政治委员。1978年7月至1982年10月，任中国人民解放军第十三军政治委员。1979年1月，率部抵达云南，参加中越战争。率部全歼或者部分歼灭越军23个营，击毙俘虏8000余人。1982年10月至1985年6月，任成都军区政治部主任；1982年12月起，兼任成都军区党委常委。1989年7月，被授予中国人民解放军独立功勋荣誉章。此外担任中共第十二届中央候补委员。2011年11月4日在成都去世，享年88岁。

## 家庭
乔学亭有弟弟乔学温，早年一同参加115师六支队宣传队，曾任九团（后七纵二十旅59团）四连连长，在1944年开封战役中的朱仙镇战斗中身亡，年仅18岁。